# Liviu Maha
Liviu-George Maha (n. 4 iunie 1977, Rădăuți, Suceava, România) este un economist și profesor universitar român, care deține începând din 2024 funcția de rector al Universității „Alexandru Ioan Cuza” din Iași.